# San Damián Texoloc
San Damián Texoloc là một đô thị thuộc bang Tlaxcala, México. Năm 2005, dân số của đô thị này là 4480 người.